# حشره‌خوار بزرگ آفریقایی
 حشره‌خوار بزرگ آفریقایی (نام علمی: Crocidura olivieri) نام یک گونه از سرده حشره‌خوارهای دندان‌سفید است.